# 两家满族乡
两家满族乡，是中华人民共和国河北省承德市承德县下辖的一个乡镇级行政单位。

## 行政区划
两家满族乡下辖以下地区：
两家村、四全地村、六全地村、小庙子村、横道子村、大杨树林村、庞家沟村、碾子沟村和下平台子村。